# 지방도 제1132호선
지방도 제1132호선(일주도로)은 제주특별자치도 해안 지방을 순환하는 제주특별자치도의 지방도이다.
이전에는 국도 제12호선이었으나, 2006년 제주특별자치도 설치 및 국제자유도시 조성을 위한 특별법 제251조 제3항에 의해 2008년 11월 17일 부로 지방도 제1132호선으로 강등되었다. 제주제1우회도로라는 별칭을 보유하고 있다.
일반국도 폐지 이후 민주당 소속 강창일 국회의원이 도로 관리 예산문제에 제주도 지역이 유난히 SOC사업에 있어서 홀대 받자, 이를 문제 삼아 일반국도의 환원을 주장했지만 행정안전부와 국무총리실의 마찰로 성사되지는 못했다.

## 역사
- 1971년 8월 31일 : 일반국도노선지정령에 의해 국도 제12호선 제주우회선이 됨.[5]
- 1977년 10월 6일 : 북제주군 한림읍 귀덕리 120m 구간 개통, 기존 110m 구간 폐지[6]
- 1980년 8월 20일 : 남제주군 표선면 표선리 1.849km 구간, 남제주군 대정읍 상모리 ~ 동일리 960m 구간, 남제주군 대정읍 인성리 900m 구간, 북제주군 한경면 두모리 ~ 신창리 1.7km 구간, 북제주군 한경면 고산리 1.14km 구간, 북제주군 애월면 애월리 210m 구간 개통, 기존 총 7.29km 구간 폐지[7]
- 1980년 10월 30일 : 남제주군 중문면 회수리 ~ 색달리 3.2km 구간 개통, 기존 2.88km 구간 폐지[8]
- 1990년 8월 22일 : 도로명을 일주도로로 지정[9]
- 1994년 1월 20일 : 남제주군 성산읍 오조리 ~ 고성리 2.02km 구간 개통 및 기존 2.17km 구간 폐지[10], 남제주군 성산읍 시흥리 1.45km 구간 개통 및 기존 1.65km 구간 폐지[11], 북제주군 구좌읍 평대리 ~ 하도리 2.4km 구간 개통[12], 북제주군 조천읍 신촌리 ~ 북촌리 6.2km 구간 개통 및 기존 7.5km 구간 폐지[13]
- 1996년 5월 20일 : 애월우회도로(북제주군 애월면 애월리) 1.8km 구간 개통, 기존 2.1km 구간 폐지[14]
- 1996년 6월 5일 : 하귀우회도로(북제주군 애월면 하귀리) 1.35km 구간, 고내우회도로(북제주군 애월면 고내리) 550m 구간 개통[15]
- 1999년 5월 1일 : 북제주군 한림읍 대림리 ~ 월령리 9.3km 구간 개통[16]
- 2000년 3월 22일 : 남제주군 안덕면 덕수리 ~ 화순리 2.5km 구간 개통[17]
- 2002년 12월 31일 : 성산 ~ 표선간 도로((남제주군 성산읍 고성리 ~ 신천리) 11.75km 구간과 (표선면 하천리 ~ 표선리) 4.6km 구간) 확장 개통, 기존 3.75km 구간 폐지[18]
- 2005년 11월 : 표선 ~ 남원간 도로(남제주군 표선면 세화리 ~ 남원읍 남원리) 총 3.7km 구간 개통, 기존 지정 구간 폐지[19]
- 2007년 1월 26일 : 지방도 제1132호 제주제1우회선 (일주도로) 노선 지정[20]
- 2008년 11월 17일 : 국도 제12호선 폐지[21]
- 2015년 3월 20일 : 조천우회도로(제주시 조천읍 신촌리 ~ 구좌읍 동복리) 11.5km 구간 개통, 기존 10.7km 구간 폐지[22]

## 주요 경유지
순환하는 노선이기 때문에 기점 및 종점의 의미가 무색하나, 임의로 지방도 제1131호선과 만나는 광양사거리를 기준으로 삼는다.
- 제주시
  - 이도동 광양사거리 - 동광양교 - 제주동부경찰서 - 제주문예회관 - 문예회관앞 교차로
  - 일도동 인제사거리
  - 건입동 국립제주박물관 교차로 - 국립제주박물관
  - 화북동 제주대학교 사라캠퍼스 - 별도교 - 오현중학교, 오현고등학교 - 화북초등학교 - 화북남문입구 교차로 - 삼양교
  - 삼양동 삼양교 - 삼양검은모래해변입구 교차로 - 삼양검문소 교차로
  - 조천읍 (진드르) - 인수물 교차로 - 사리탑 교차로 - 뱅듸왓 교차로 - 혹통 교차로 - 큰백 교차로 - 함덕 교차로 - 북촌서 교차로 - 높은물 교차로 - 하원 교차로 - 북촌동 교차로
  - 구좌읍 동복리 - 동복입구 교차로 - 김녕입구 교차로 - 김녕리 교차로 - 김녕중학교앞 교차로 - 김녕리사거리 - 김녕입구 교차로 - 만장굴입구 교차로 - 월정리 교차로 - 입수 교차로 - 행원 교차로 - 한국해양과학기술원 - 한동 교차로 - 한동초등학교 - 평대초교앞 교차로 - 평대초등학교 - 갓머리삼거리 - 구좌읍사무소 - 세화중학교앞 교차로 - 세화중학교 - 세화리 교차로 - 세화고입구 교차로 - 면수동삼거리 - 하도초등학교 - 하도입구 교차로 - 창흥 교차로 - 종달 교차로 - 종달1 교차로 - 중동 교차로

- 서귀포시
  - 성산읍 시흥 교차로 - 시흥리 - 송내 교차로 - 성산국민체육센터 - 성산고교입구 교차로 - 제주동부소방서 - 오조 교차로 - 고성리 - 고성 교차로 - 성산 교차로 - 일출고성운동장 - 성산중학교 - 성산읍사무소 - 신양 교차로 - 상동 교차로 - 온평초등학교 - 온평 교차로 - 난산 교차로 - 신산 교차로 - 신산초등학교, 신산중학교 - 서동 교차로 - 삼달 교차로 - 신풍 교차로 - 신천리 교차로 - 평화교
  - 표선면 평화교 - 하천리 교차로 - 표선 교차로 - 관통 교차로 - 세화 교차로 - 한지 교차로 - 가마 교차로 - 표선해안도로입구 교차로 - 가마교 - 세화리 - 샤인빌럭셔리리조트 - 산물통 교차로 - 토산중앙 교차로 - 제3송천교
  - 남원읍 제3송천교 - 신흥 교차로 - 흥산초등학교 - 세천교 - 삼덕 교차로 - 소금밭 교차로 - 뒷못동 교차로 - 금성동 교차로 - 제2태흥교 - 태흥1리입구 교차로 - 하나로교 - 진은 교차로 - 남원 교차로 - 남원중서측 교차로 - 위미3리 교차로 - 대성동입구사거리 - 위미2리 교차로 - 종남1교 - 위미입구 교차로 - 공천포 교차로 - 하례교 - 하례초등학교 - 하례 교차로 - 효례교
  - 효돈동 효례교 - 효돈입구 교차로 - 신효입구삼거리 - 신효교
  - 영천동 신효교 - 토평동 - 비석거리 교차로
  - 동홍동 비석거리 교차로 - 서귀포노인복지관 - 동홍사거리 - 중앙교
  - 중앙동 중앙교 - 중앙로터리
  - 서홍동 중앙로터리 - 서귀포등기소 - 서홍2교 - 솜반천 교차로 - 서귀포여자중학교
  - 대륜동 용당 교차로 - 호근동 - 수모루 교차로 - 법환동 - 대륜동주민센터 - 월드컵경기장입구 교차로 - 서귀포시외버스터미널 - 서귀포도로원표
  - 대천동 서귀포도로원표 - 강정동 - 염돈동 교차로 - 제주유나이티드 축구장 - 강정교 - 용흥동 교차로 - 도순교 - 대천동주민센터 - 도순동
  - 중문동 대포동 - 중문고등학교 - 중문입구 교차로 - 회수입구 교차로 - 중문입구 교차로 - 제2천상교
  - 예래동 제2천상교 - 관광단지입구 교차로 - 색달동 - 예래입구 교차로 - 색달입구 교차로 - 상예동 - 창천교
  - 안덕면 창천교 - 창천삼거리 - 창천초등학교 - 창천초교앞 교차로 - 남당물동산 교차로 - 감산입구 교차로 - 감산삼거리 - 안덕계곡삼거리 - 건강과성박물관 - 화순삼거리 - 화순리 교차로 - 안덕119센터사거리 - 제주조각공원 - 덕수삼거리 - 덕수1 교차로 - 덕수2 교차로 - 덕수초교앞 교차로
  - 대정읍 안성 교차로 - 추사 교차로 - 보성리 - 상모1 교차로 - 대정고등학교 - 상모2 교차로 - 대정여고앞 교차로 - 대정여자고등학교 - 동일 교차로 - 일과1 교차로 - 일과2 교차로 - 대수동 교차로 - 서림수원지입구사거리 - 일과사거리 - 영락3 교차로 - 영락2 교차로 - 영락1 교차로 - 무릉리 - 신도1 교차로 - 신도2 교차로 - 신도3 교차로

- 제주시
  - 한경면 고산4 교차로 - 고산3 교차로 - 고산2 교차로 - 고산1 교차로 - 쑥구메 교차로 - 용수 교차로 - 용당 교차로 - 신흥삼거리 - 신창사거리 - 두모삼거리 - 금등리 - 판포삼거리 - 판포리 - 월령교
  - 한림읍 월령교 - 월령삼거리 - 새못사거리 - 금능사거리 - 협재사거리 - 명월사거리 - 명월 교차로 - 동명리 - 한림리 - 한대교 - 대림사거리 - 용운삼거리 - 귀덕새마을금고앞 교차로 - 귀덕1리 교차로 - 귀덕사거리 - 금성교
  - 애월읍 금성교 - 금성사거리 - 곽지사거리 - 애월입구삼거리 - 애월사거리 - 애월입구 교차로 - 애월읍사무소 - 애월체육관 - 애월고교앞 삼거리 - 애월고등학교 - 고내리 교차로 - 신엄 교차로 - 신엄중학교 - 구엄초교앞 교차로 - 구엄초등학교 - 구엄 교차로 - 구엄교 - 하귀입구 교차로 - 가문동입구 교차로 - 봉천2교 - 미수2교 - 하귀입구 교차로 - 하귀교 - 관전동 교차로 - 조부교
  - 외도동 조부교 - 외도1동 - 외도초등학교 - 외도교 - 내도동
  - 이호동 이호테우해변입구 교차로 - 이호2동 - 탐라민속관
  - 도두동 도두동입구 교차로
  - 노형동 오일장 교차로
  - 연동 오일장 교차로 - 제주서중학교 - 제주시산림조합 - 신광사거리 - 신제주입구 교차로
  - 오라동 오라오거리 - 동산교 - 종합경기장입구 교차로 - 제주시외버스터미널 - 오라교
  - 삼도동 오라교 - 서사라사거리 - 광양교
  - 이도동 광양교 - 광양사거리

## 중복 구간
- 제주시 노형동 어승생삼거리 ~ 노루생이삼거리 : 지방도 제1117호선과 중복
- 제주시 연동 신광사거리 ~ 오라동 오라오거리 : 지방도 제1139호선과 중복

## 도로명
- 제주시 이도동 광양사거리 ~ 건입동 국립제주박물관 교차로 : 동광로
- 제주시 건입동 국립제주박물관 교차로 ~ 조천읍 (진드르) : 일주동로
- 제주시 조천읍 (진드르) ~ 구좌읍 동복리 : 조천우회로
- 제주시 구좌읍 동복리 ~ 서귀포시 대천동 서귀포도로원표 : 일주동로
- 서귀포시 대천동 서귀포도로원표 ~ 제주시 연동 신광사거리 : 일주서로
- 제주시 연동 신광사거리 ~ 신제주입구 교차로 : 도령로
- 제주시 연동 신제주입구 교차로 ~ 광양사거리 : 서광로